# Olympische Sommerspiele 2008/Teilnehmer (Bermuda)
| Gelbes Symbol für Goldmedaillen mit stilisierten Olympischen Ringen | Graues Symbol für Silbermedaillen mit stilisierten Olympischen Ringen | Braundes Symbol für Bronzemedaillen mit stilisierten Olympischen Ringen |
| ------------------------------------------------------------------- | --------------------------------------------------------------------- | ----------------------------------------------------------------------- |
| —                                                                   | —                                                                     | —                                                                       |

Bermuda nahm 2008 mit sechs Athleten an den Olympischen Sommerspielen in Peking teil.

## Teilnehmer nach Sportarten

### Leichtathletik
- Arantxa King
Damen, Weitsprung
- Tyrone Smith
Herren, Weitsprung

### Reiten
- Patrick Nisbett
Springreiten

### Schwimmen
- Kiera Aitken
Damen, 100 m Rücken
- Roy Allen Burch
Herren, 100 m Freistil

### Triathlon
- Flora Duffy
Damen